# Baki (Somalia)
Baki è una città della Somalia già capitale della regione Adal. Ha all'incirca 20 000 abitanti. 
È anche capitale dell'omonimo distretto, una regione montagnosa nel centro della regione Adal con una popolazione di circa 75 000 persone, delle quali sono molti i contadini o nomadi.
La popolazione del distretto di Baki appartiene ai Gadabuursi, sotto clan Reer Nuur e Mahad Case.